# Liste der Monuments historiques in Le Haillan
Die Liste der Monuments historiques in Le Haillan führt die Monuments historiques in der französischen Gemeinde Le Haillan auf.

## Liste der Objekte
| Bezeichnung                                       | Beschreibung                       | Standort                                    | Kennzeichnung | Schutzstatus | Datum | Bild |
| ------------------------------------------------- | ---------------------------------- | ------------------------------------------- | ------------- | ------------ | ----- | ---- |
| Halbrelief Martyrium der heiligen Katharina       | Holz, 16. Jahrhundert              | in der Kirche Notre-Dame-de-la-Merci (Lage) | PM33002296    | Inscrit      | 2007  |      |
| Acht Gemälde mit Rahmen: Leben der Jungfrau Maria | Zweite Hälfte des 19. Jahrhunderts | in der Kirche Notre-Dame-de-la-Merci (Lage) | PM33002294    | Inscrit      | 2007  |      |
| Gemälde Übergabe des Leichnams Jesu an Maria      | 17. Jahrhundert                    | in der Kirche Notre-Dame-de-la-Merci (Lage) | PM33002295    | Inscrit      | 2007  |      |